# 肥前麓站
肥前麓站（日语：／ Hizen-Fumoto eki */?）是位於佐賀縣鳥栖市平田町1248番，九州旅客鐵道（JR九州）的長崎本線車站。車站編號為JH03。

## 車站構造

### 站房
單層木建站房一座。中央位置為車站入口、通道及開放式驗票口。玄關口前設有隔板，而驗票口則設有一組對應出、入站的簡易式IC卡感應器；左側為候車室及原站務室，內設有自動售票機和IC卡專用的增值機；右側為洗手間。

### 月台
設有2個側式月台，月台之間設有跨線行人天橋連接。
| 月台 | 路線     | 上下行 | 方向                                                   |
| ---- | -------- | ------ | ------------------------------------------------------ |
| 1    | 長崎本線 | 上行   | 鳥栖、博多方向 經鹿兒島本線往吉塚、福間、門司港方向    |
| 2    | 長崎本線 | 下行   | 佐賀、江北、肥前鹿島、肥前濱方向 經■佐世保線往早岐方向 |

## 歷史
- 1942年9月30日：鐵道省開設肥前麓信號站（實際上在1941年已經秘密開設帝國陸軍鳥栖彈藥庫引込線）。
- 1947年3月1日：升格為車站，名為肥前麓站，提供客運、手提行李及手提貨物提取服務[2]。
- 1987年4月1日：國鐵分割民營化，車站由九州旅客鐵道（JR九州）營運[3]。
- 2009年3月1日：可以使用IC卡「SUGOCA」[4]。
- 2015年3月14日：降為無人車站[1]。

## 使用狀況
以下是本站的1日平均乘車人次：
| 乘車人次變化 | 乘車人次變化 |
| 年度         | 1日平均人次  |
| ------------ | ------------ |
| 2008         | 640          |
| 2009         | 581          |
| 2010         | 649          |
| 2011         | 598          |
| 2012         | 623          |
| 2013         | 662          |
| 2014         | 無資料       |
| 2015         | 無資料       |
| 2016         | 606          |
| 2017         | 583          |
| 2018         | 560          |
| 2019         | 547          |
| 2020         | 460          |
| 2021         | 466          |
| 2022         | 522          |
| 2023         | 542          |

## 車站周邊
車站北邊較多住宅，車站南邊較多工場。
- 佐賀縣立鳥栖商業高等學校（日语：佐賀県立鳥栖商業高等学校）

- 2022年3月，JR九州以「經營合理化」及「維持費用困難」為由，把站內的洗手間封閉停止使用，此舉令附近居民大感不便，後來經鳥栖市政府協調後，於8月重新開放，並派職員一周兩次打掃。後來位於車站附近的鳥栖商高學生亦加入清潔行動，每周一次由學生負責清潔洗手間。2023年2月，鳥栖商高獲鳥栖市政府頒發感謝狀，表揚他們的公益行為。

- 九州龍谷短期大學
- 佐賀馬場（日语：佐賀競馬場）
- 西鐵巴士佐賀（日语：西鉄バス佐賀）「JR麓站」巴士站（久留米、鳥栖方向）
- 鳥栖麓郵局
- 陸上自衛隊鳥栖分屯地（日语：鳥栖分屯地）
- 佐賀縣道31號佐賀川久保鳥栖線（日语：佐賀県道31号佐賀川久保鳥栖線）

## 相鄰車站
九州旅客鐵道（JR九州）
 長崎本線
■特急「接力海鷗」、「喜鵲」、「綠」及「豪斯登堡」
通過
■區間快速（只有上行班次）、■普通
新鳥栖（JH02）－肥前麓（JH03）－中原（JH04）

## 外部連結
- JR九州肥前麓站（日語）